# パノラマ大放送
『パノラマ大放送』は、朝日放送（ABCラジオ）で1989年10月2日から1993年4月2日まで放送されていたラジオ番組。

## 概要
開始当初から1991年4月頃までは大阪タワーの「ABC SKY STUDIO」から放送していたため、番組タイトルは「ABCスカイスタジオ パノラマ大放送」だった。
放送時間は当初、月曜日〜金曜日 14:00 - 17:00。1990年10月改編で当番組の月曜〜金曜アシスタントを務めた藤原正美がパーソナリティを務めた平日夕方帯ワイド番組『藤原正美のとびっきり4時!』が月曜日〜金曜日 16:00 - 17:00に開始。月曜日〜金曜日 14:00 - 16:00に放送枠を縮小した。

## 出演者

### パーソナリティ
月曜日
- 森本タロー （1989年10月〜1990年9月）
- キダ・タロー （1990年10月〜1993年3月）
- 中村鋭一 （1990年10月〜1992年9月 → 火曜へ移動）
- 薗田涼子 （1990年10月〜1992年9月）

火曜日
- 円広志 （1989年10月〜1990年9月 → 水曜へ移動）
- 小山乃里子 （1990年10月〜1993年3月）
- 三瀬顕 （1990年10月〜1992年9月）
- 中村鋭一 （→月曜から移動、1992年10月〜1993年3月）

水曜日
- 桂べかこ （1989年10月〜1992年3月）
- 円広志 （→火曜から移動、1990年10月〜1992年9月 →金曜へ移動）
- 土谷多恵子 （1990年10月〜1992年3月）
- 桂小枝 （1992年4月〜1992年9月 → 金曜へ移動）
- 豊島美雪 （1992年4月〜1992年9月 → 金曜へ移動）
- 西川のりお （→金曜から移動、1992年10月〜1993年3月）
- 桜井一枝 （→金曜から移動、1992年4月〜1993年3月）

木曜日
- 中村鋭一 （1989年10月〜1990年9月 → 月曜へ移動）
- 上沼恵美子[注釈 1]（1990年10月〜1993年3月）
- 佐川満男 （1990年10月〜1992年3月）
- 三代澤康司 （1992年4月〜1993年3月）

金曜日
- 月亭八方 （1989年10月〜1992年3月）
- 梨木加陽子 （1990年10月〜1991年9月）
- 浅川美智子 （1991年10月〜1992年3月）
- 西川のりお （1992年4月〜9月 → 水曜へ移動）
- 桜井一枝 （1992年4月〜9月 → 水曜へ移動）
- 桂坊枝 （1992年4月〜9月）
- 円広志 （→水曜から移動、1992年10月〜1993年3月）
- 桂小枝 （→水曜から移動、1992年10月〜1993年3月）
- 豊島美雪 （→水曜から移動、1992年10月〜1993年3月）

アシスタント（1989年10月〜1990年9月、月曜〜金曜）
- 藤原正美

### その他
- ニュースキャスター
  - 岩下隆 （1989年10月〜1990年3月）
  - 金木賢一 （1989年10月〜1993年3月）
  - 林伸一郎 （1990年4月〜1993年3月）
- スポーツ・芸能キャスター
  - 月曜：太田元治
  - 火曜：和沙哲郎
  - 水曜：高柳謙一
  - 木曜：楠淳生
  - 金曜：武周雄

## コーナー
- ハイホー! てっぺんトーク
- パノラマ ふれあいトーク
- ハートフル ニッポン
- 海外イキイキ隊
- 心の詩
- はが喜怒哀楽（1991年〜）
- 夕刊ななめ読み（1991年〜）
- 竹村健一のずばりジャーナル（1990年9月まで）[注釈 2]